# Tijali
Tijali (en népalais : तिजाली) est un comité de développement villageois du Népal situé dans le district de Doti. Au recensement de 2011, il comptait 2 134 habitants.